# Echte Katzenminze
Die Echte Katzenminze (Nepeta cataria), auch Echter Andorn, Katzenmelisse, Katzenkraut und kurz Katzenminze genannt, ist eine Pflanzenart aus der Gattung Katzenminzen (Nepeta) innerhalb der Familie der Lippenblütler (Lamiaceae). Sie ist in Eurasien weitverbreitet und wird vielseitig verwendet. Sie gehört nicht zur Gattung der Minzen (Mentha).

## Beschreibung

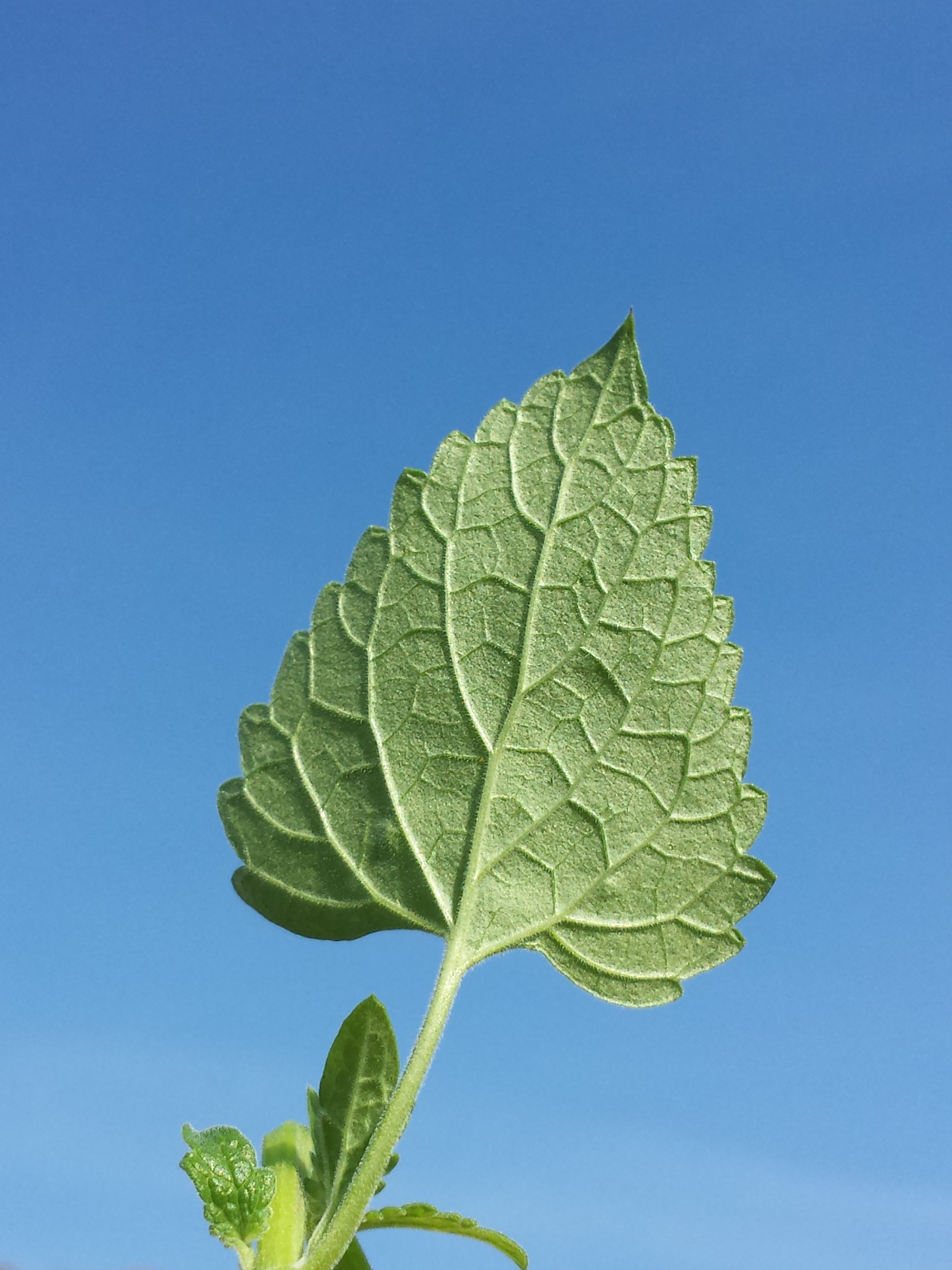
Blattunterseite eines gestielten Laubblattes

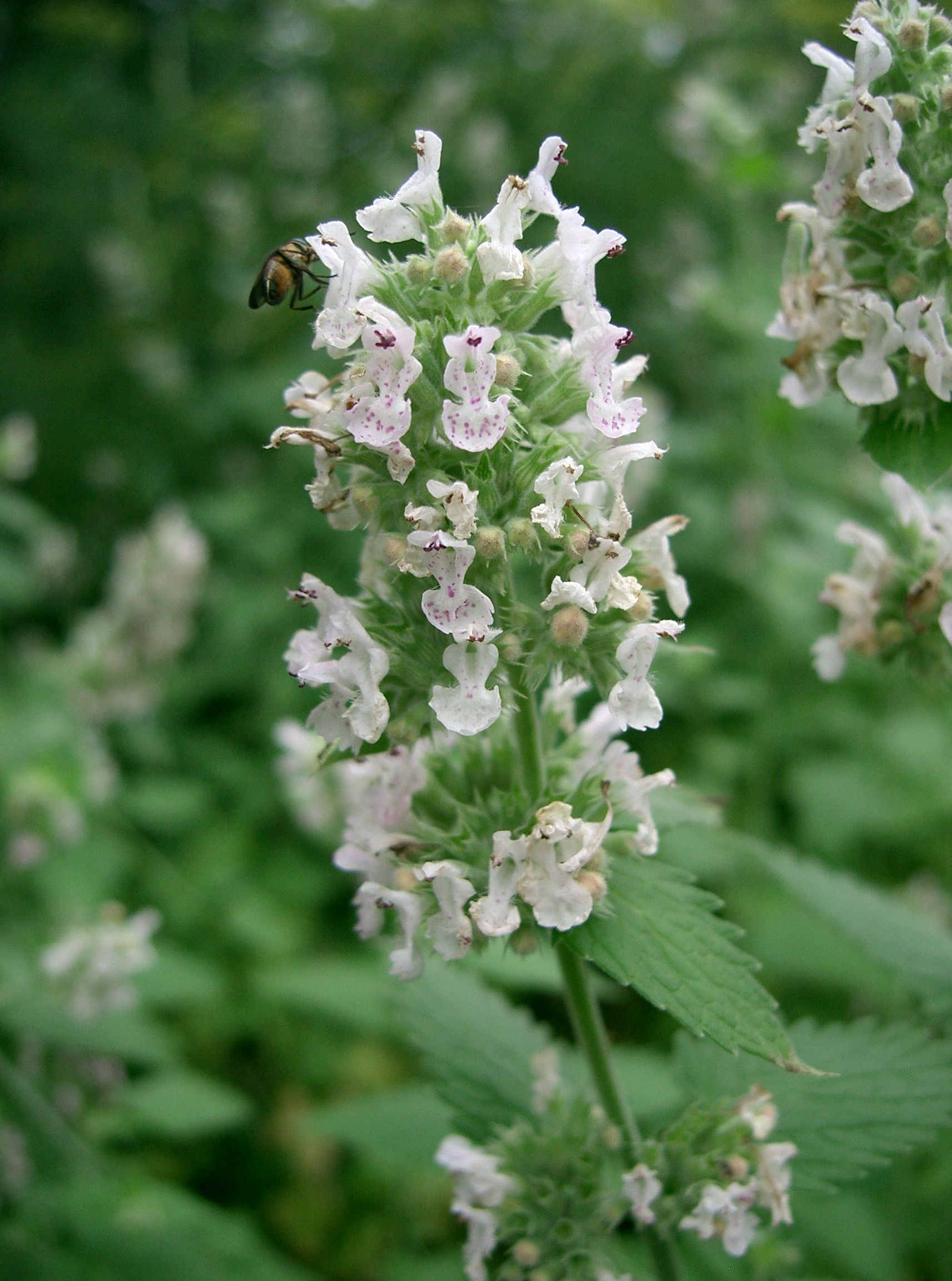
Oberer Bereich eines Blütenstandes

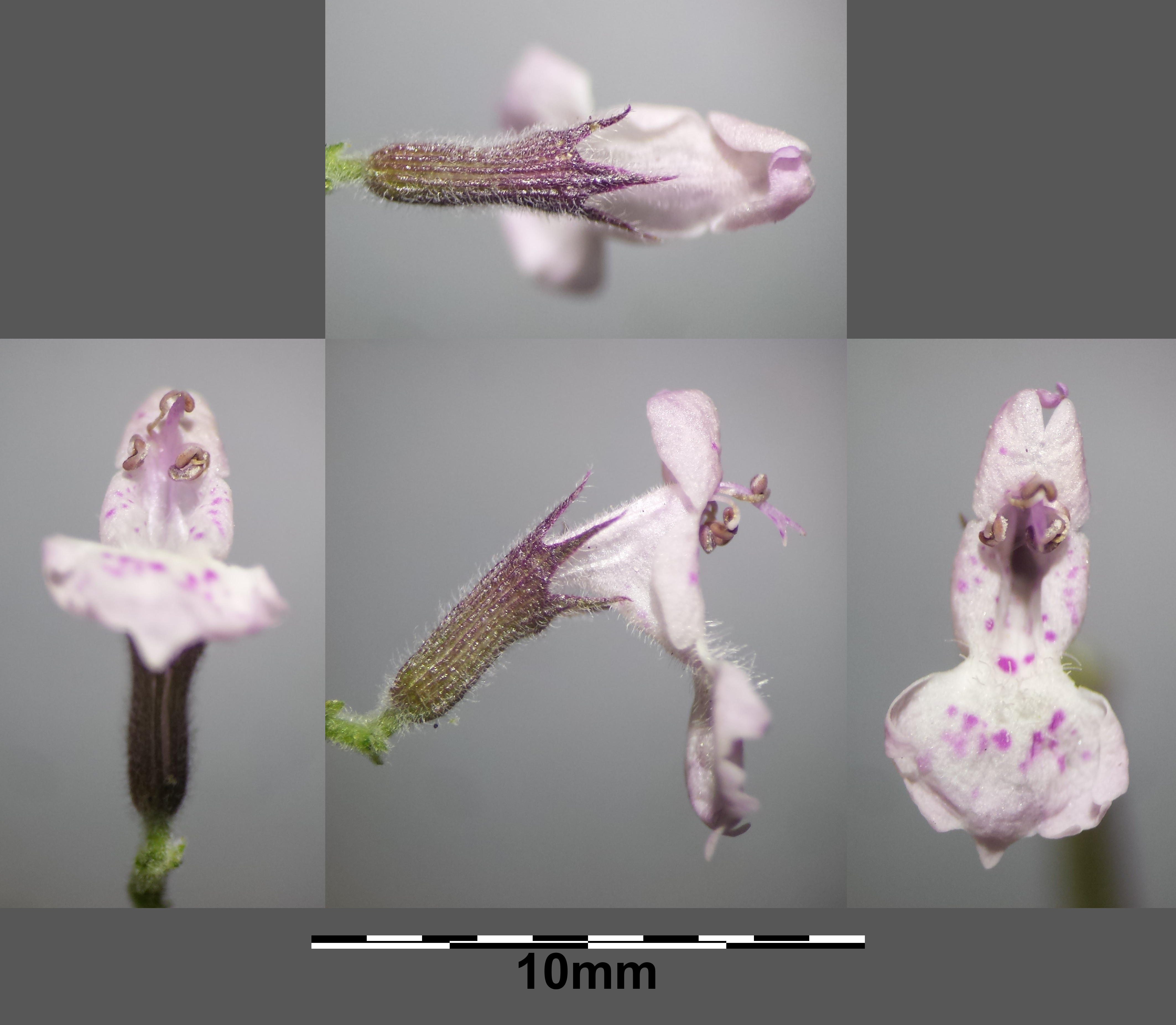
Zygomorphe Blüte in Details von unterschiedlichen Blickrichtungen

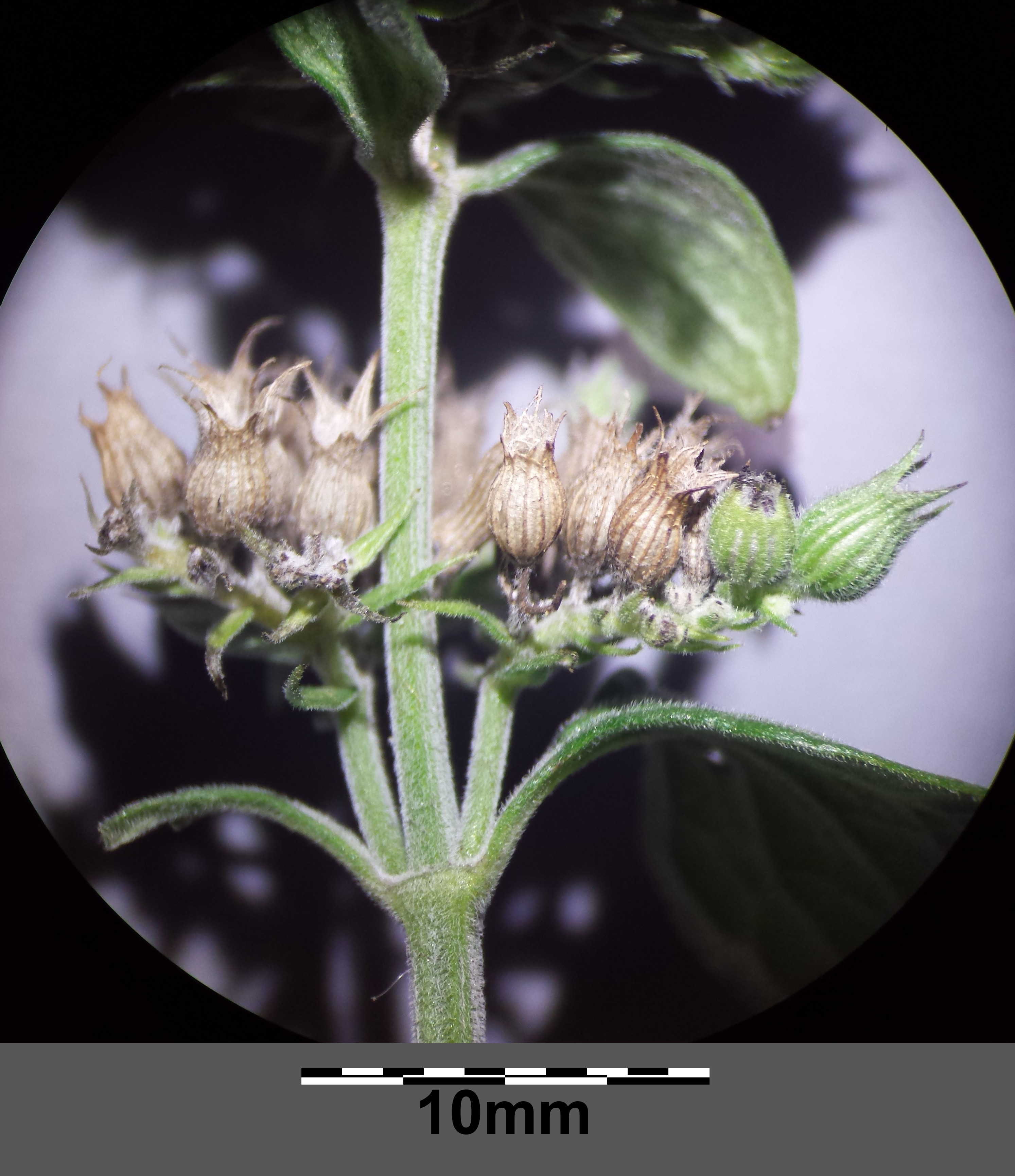
Ausschnitt eines Fruchtstandes mit behaartem, vierkantigen Stängel und den die Klausen umhüllenden, haltbaren Kelchen

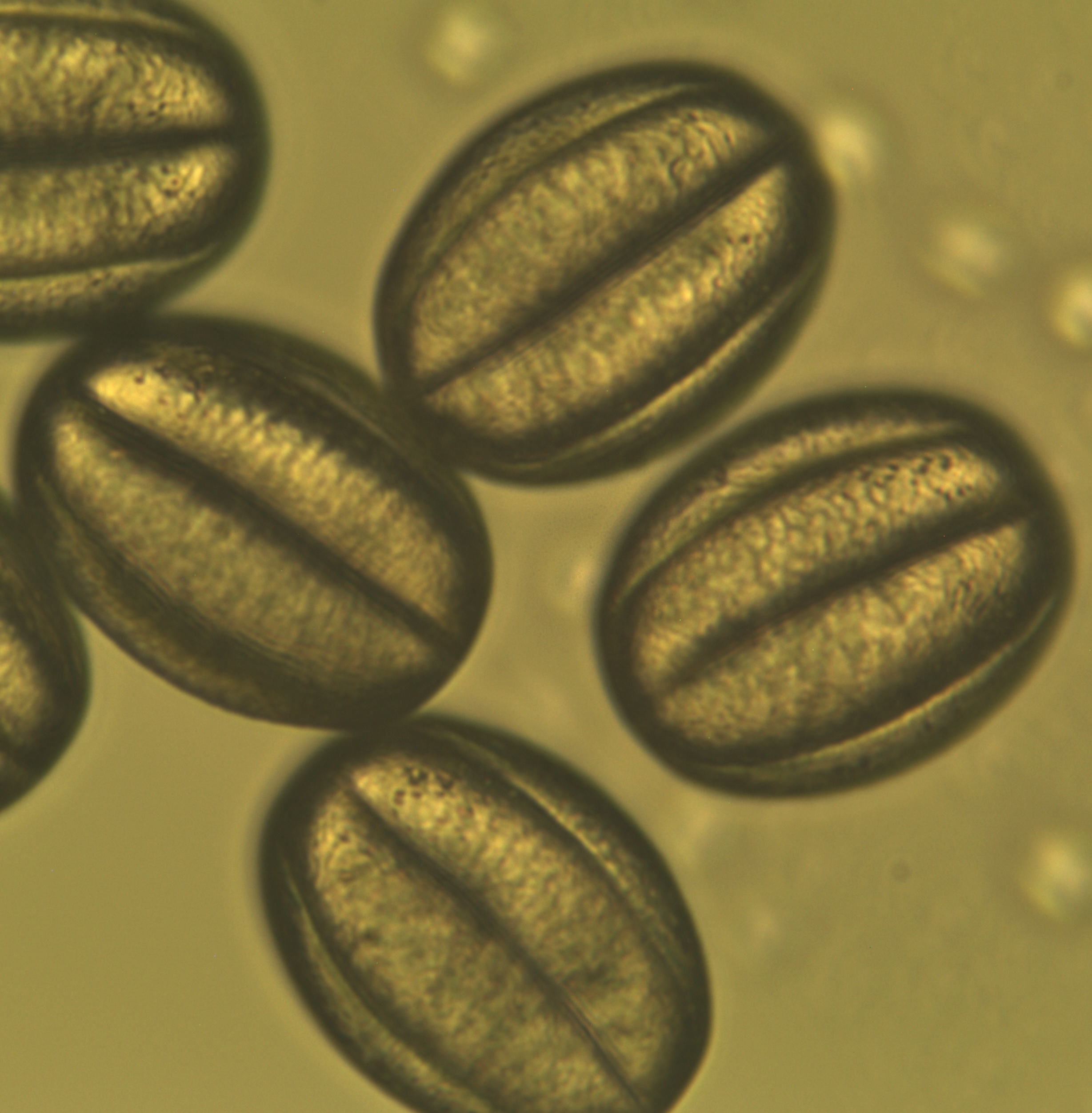
Pollen (400×)

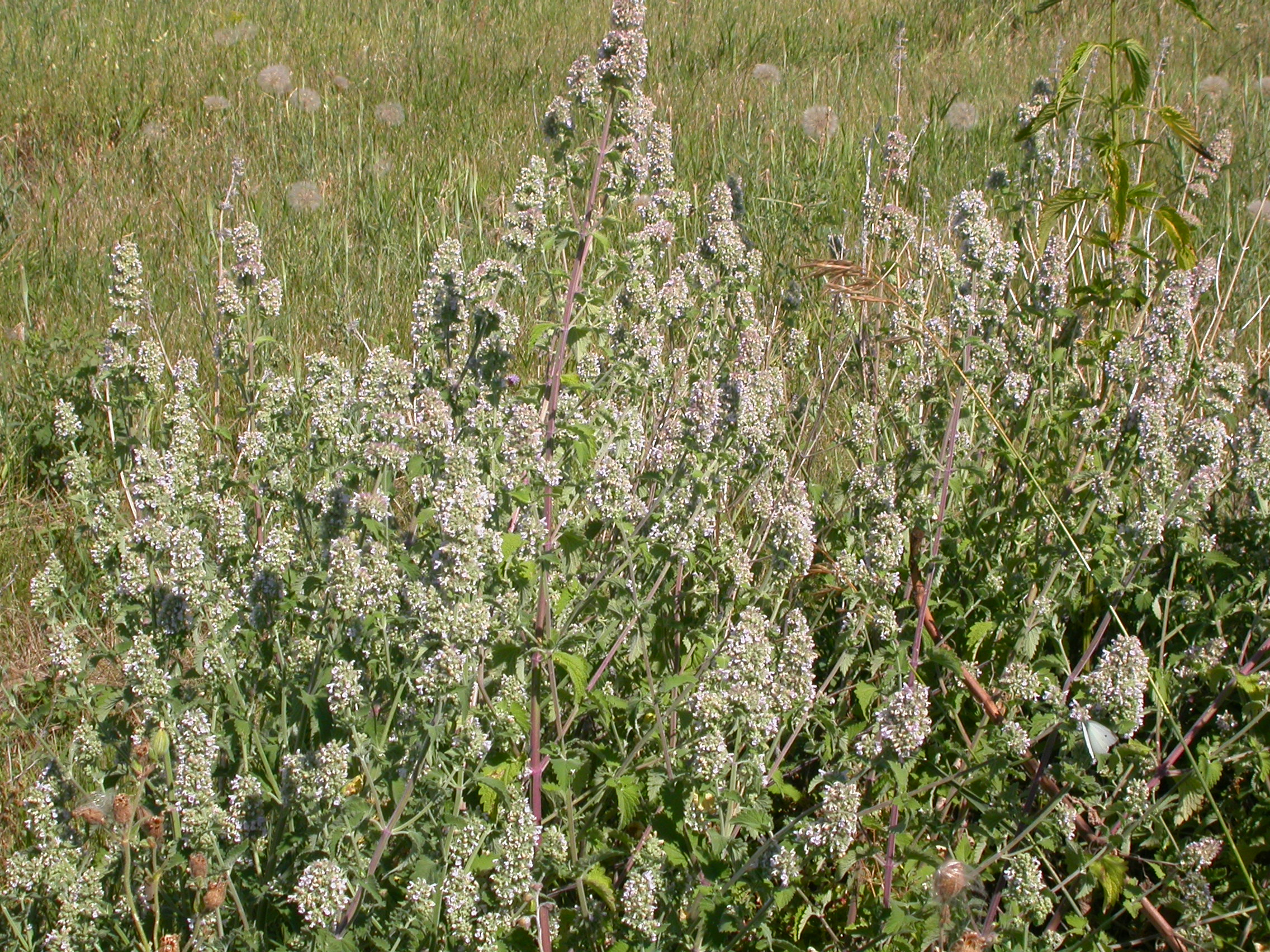
Bestand: Habitus, Laubblätter und Blütenstände

Die Pflanzenteile besitzen einen angenehmen, herben aromatischen, bei manchen Populationen zusätzlich zitronenartigen, Geruch.

### Vegetative Merkmale
Die Echte Katzenminze wächst als ausdauernde krautige Pflanze und erreicht Wuchshöhen von 50 bis 100, selten bis 120 oder bis zu 150 Zentimetern. Die oberirdischen Pflanzenteile sind dicht kurz, grau, flaumig, filzig behaart. Der selbstständig aufrechte, verzweigte, vierkantige, hohle Stängel ist vom Grund an nach unten weisend filzig grau behaart.
Die gegenständig am Stängel angeordneten Laubblätter sind deutlich in Blattstiel und Blattspreite gegliedert. Bei den unteren Laubblättern ist der Blattstiel 1 bis 3 Zentimeter lang. Die einfache Blattspreite ist bei einer Länge von meist 3 bis 5 (2 bis 7) Zentimetern sowie einer Breite von 2 bis 4,7 Zentimetern dreieckig oder eiförmig mit herzförmiger bis gestutzter Spreitenbasis und stumpfem oder zugespitztem oberen Ende. Die Netznervatur ist erkennbar. Der Blattrand ist grob- oder sägezähnig gekerbt oder grob gezähnt. Die Blattunterseite ist grau filzig behaart, die Blattoberfläche ist grau-grün und anliegend weich behaart sowie später verkahlend; es sind sitzende „Ölkügelchen“ vorhanden.

### Generative Merkmale
Die Blütezeit reicht von Juli bis September. Selten nur eine, meist wenige bis über zwanzig Blüten stehen in Scheinquirlen voneinander entfernt in ährigen Blütenständen zusammen. Die seitlichen Scheinquirle befinden sich auf kurzen Blütenstandsschäften in den Achseln der obersten Laubblätter. Diese Tragblätter sind kurz-linealisch oder linealisch-länglich und kürzer als die Scheinquirle. Die winzigen Deckblätter sind pfriemlich. Es gibt auch einen endständigen rispigen Blütenstand. Der Blütenstiel ist mit etwa 1 Millimeter relativ kurz.
Die zwittrige oder eingeschlechtige Blüte ist zygomorph und fünfzählig mit doppelter Blütenhülle. Die fünf selten 5 bis meist 6 bis 8 Millimeter langen Kelchblätter sind schwach zurückgekrümmten Kelchröhre verwachsen. Der außen dicht grau oder weiß flaumig behaarte etwas schräge Kelch endet in vier gleichen, 1 bis 3 Millimeter langen Kelchzähnen, aber der hintere ist länger; alle sind pfriemlich mit zugespitztem oberen Ende und innen rau behaart; sind am Rand bewimpert und es sind sitzende „Ölkügelchen“ vorhanden. Die fünf 7 bis 10 Millimeter langen Kronblätter sind zu einer Kronröhre verwachsen. Die Kronröhre ist etwa so lang wie die Kelchzähne, weist einen Durchmesser von etwa 0,3 Millimetern auf und ist am oberen Ende erweitert. Der breite Kronschlund ist innen flaumig behaart. Die behaarte Blütenkrone ist meist weiß, schmutzig-weiß, gelblich-weiß bis blassblau, selten rötlich oder hellrosafarben. Die Blütenkrone ist zweilippig. Die 1,5 bis 2 Millimeter lange sowie etwa 3 Millimeter Kronoberlippe ist mehr oder weniger flach mit ausgerandetem oberen Ende. Die etwa 5 Millimeter lange Kronunterlippe ist in Aufsicht muschelförmig bis schüsselförmig vertieft-gewölbt und gekerbt, purpurfarben gefleckt und dreilappig; ihr Mittellappen bei einer Länge von etwa 3 Millimetern sowie einer Breite von etwa 4 Millimetern fast kreisrund mit herzförmiger Basis und gezähntem Rand. Die vier Staubblätter (zwei kurze und zwei lange) ragen nicht über die Kronoberlippe hinaus; die Staubblätter und der Griffel sind aber länger als die geschlossene Kronröhre.
Der haltbare Kelch umhüllt die Klausen krugförmig. Die Klausenfrüchte zerfallen in vier einsamige Teilfrüchte, die Klausen genannt werden. Die matt braunen Klausen sind bei einer Länge von 1,4 bis 1,7 Millimetern sowie einem Durchmesser von etwa 1 Millimeter fast dreikantig und eiförmig. Auf der einen Seite sind die Klausen homogen, auf der anderen ist eine Vertiefung in Längsrichtung und eine weiße Markierung an der Unterseite sichtbar.

### Chromosomensatz
Die Chromosomenzahlen betragen x = 16, 17 oder 18; es liegt Diploidie mit Chromosomenzahlen von 2n = 32, 34 oder 36 vor.

## Ökologie
Bei der Echten Katzenminze handelt es sich um einen plurienn-pollakanthen, mesomorphen, skleromorphen Chamaephyten oder Hemikryptophyten.

Meist liegt Gynomonözie (weibliche und zwittrige Blüten befinden sich auf einem Pflanzenexemplar) oder selten gynodiözisch (weibliche und zwittrige Blüten befinden sich auf verschiedenen Pflanzenexemplaren) vor. Die Blüten sind proterandrisch, also sind zuerst die männlichen, später die weiblichen Blütenorgane fertil. Die Echte Katzenminze ist xenogam, also es erfolgt obligate Fremdbefruchtung. Blütenökologisch handelt es sich um Eigentliche Lippenblumen. Als Belohnung für Bestäuber ist Nektar vorhanden. Bestäuber sind Hymenopteren. Es liegt Selbstkompatibilität vor, also führt Selbstbefruchtung erfolgreich zum Samenansatz. Es erfolgt teilweise Selbstbestäubung; ansonsten erfolgt die Bestäubung durch Hautflügler wie Bienen und Hummeln.
Am Beispiel der Echten Katzenminze konnte nachgewiesen werden, dass die Blütenbesucher an den Blüten Duftmarken hinterlassen, die anzeigen, dass die Blüten schon besucht wurden und sich daher eine weitere Suche nach Nektar nicht lohnt.
Die Bruchfrucht zerfällt in vier einsamige, geschlossen bleibende Teilfrüchte (hier Klausen genannt). Die Diasporen sind die Klausen. Ausbreitung der Diasporen erfolgt durch den Mund von Tieren (Stomatochorie), nach dem Schlucken und Passage des Verdauungstraktes von Tieren (Endochorie) oder durch den Wind (Anemochorie).
Die Polleneinheit ist die Monade, die bei einer Größe von 26 bis 50 µm mittelgroß ist. Die elliptischen Pollenkörner besitzen sechs eingesunkene Aperturen.

Die Echte Katzenminze enthält ätherische Öle.
Die Klausen bleiben fünf Jahre keimfähig.
Die Echte Katzenminze ist Wirtspflanze des Minzenrosts (Puccinia menthae), der Gallmücke Jaapiella catariae sowie der Blattlaus Aphis nepetae.

## Vorkommen und Gefährdung
Nepeta cataria ist von Südeuropa bis Asien weitverbreitet. Es gibt Fundortangaben für die Azoren, Spanien, die Balearen, Italien, Sizilien, Korsika, Frankreich, die Schweiz, das ehemalige Jugoslawien, Albanien, Bulgarien, Rumänien, Griechenland, die Türkei, Irak, Iran, das Gebiet Libanon bis Syrien, Kaukasien, die Baltischen Staaten, Belarus, Kaliningrad, weite Gebiete Russlands (ohne das westliche Sibirien und den Fernen Osten), Altay, Transkaukasien, die Ukraine, die Krim, Tadschikistan, Turkmenistan, Usbekistan, Kasachstan, Kirgisistan, Afghanistan, Pakistan, den westlichen Himalaja, Nepal, China, Korea und das japanische zentrale Honshu. In Nord- sowie Südamerika, Neuseeland und Afrika ist Nepeta cataria ein Neophyt.
In Deutschland und der Schweiz ist Nepeta cataria ein Archäophyt, war also schon vor der Entdeckung der Neuen Welt im Gebiet beheimatet. Die Echte Katzenminze ist in Mitteleuropa seit Mitte des 18. Jahrhunderts verwildert und kommt zerstreut an Hecken, auf Schuttplätzen und Weg- bzw. Straßenrändern vor, vielfach jedoch wieder verschwunden (Oberrhein-, Neckar- und Maingebiet, Saale- und Unstrutgebiet, Jura, Alpenvorland, Weserbergland, Schleswig-Holstein). In Europa kommt Nepeta cataria in Höhenlagen von meist bis zu 900 Metern vor. Sie steigt im Puschlav in Höhenlagen bis 1200 Meter, in Graubünden bis 1500 Meter und im Kanton Wallis bis 1530 Meter auf.
Die Echte Katzenminze gedeiht in Mitteleuropa am besten auf mäßig trockenen, nährstoffreichen Böden, meist sandigem oder steinigem Lehmboden, ist sommerwärmeliebend sowie etwas stickstoffliebend. Sie ist nicht salz-, aber trockentolerant. Sie kommt in Mitteleuropa besonders in Pflanzengesellschaften des Verbands Onopordion, seltener auch des Verbands Arction vor.
Die ökologischen Zeigerwerte nach Ellenberg sind: Lichtzahl 8 = Halblicht- bis Volllichtpflanze, Temperaturzahl 7 = Wärmezeiger, Kontinentalitätszahl 3 = See- bis gemäßigtes Seeklima zeigend, Feuchtezahl 4 = Trockenheits- bis Frischezeiger, Feuchtewechsel = keinen Wechsel der Feuchte zeigend, Reaktionszahl 7 = Schwachbasenzeiger, Stickstoffzahl 7 = Stickstoffreichtum zeigend, Salzzahl 0 = nicht salzertragend, Schwermetallresistenz = nicht schwermetallresistent.
Die ökologischen Zeigerwerte nach Landolt et al. 2010 sind in der Schweiz: Feuchtezahl F = 2 (mäßig trocken), Lichtzahl L = 4 (hell), Reaktionszahl R = 4 (neutral bis basisch), Temperaturzahl T = 4+ (warm-kollin), Nährstoffzahl N = 4 (nährstoffreich), Kontinentalitätszahl K = 4 (subkontinental).
In der Roten Liste der gefährdeten Pflanzenarten Deutschlands nach Metzing et al. 2018 ist die Echte Katzenminze in Kategorie 3 = „gefährdet“; dies ist unverändert zur Roten Liste von 1998. In der Schweiz gilt Nepeta cataria 2016 als EN = „Stark gefährdet“.

## Taxonomie
Die Erstveröffentlichung von Nepeta cataria erfolgte 1753 durch Carl von Linné in Species Plantarum, Tomus II, S. 570. Das Artepitheton cataria bedeutet „auf Katzen wirkend“. Synonyme für Nepeta cataria L. sind: Calamintha albiflora Vaniot, Cataria tomentosa Gilib. nom. inval., Cataria vulgaris Gaterau, Glechoma cataria (L.) Kuntze, Glechoma macrura (Ledeb. ex Spreng.) Kuntze, Nepeta americana Vitman nom. illeg., Nepeta bodinieri Vaniot, Nepeta laurentii Sennen, Nepeta macrura Ledeb. ex Spreng., Nepeta minor Mill., Nepeta mollis Salisb., Nepeta ruderalis Boiss. nom. illeg., Nepeta tomentosa (Gilib.) Vitman, Nepeta vulgaris Lam., Nepeta citriodora Dumort., Nepeta cataria var. citriodora (Dumort.) Lej.

## Inhaltsstoffe
0,2 bis 0,7 % ätherisches Öl, das hauptsächlich aus α- und β-Nepetalacton (zu 10 bis 95 % im Öl), Nepetalsäure (zu 10 bis 85 % im Öl), Epinepetalacton (zu 1–28 % im Öl), Citronellol, Geraniol, α- und β-Citral und in geringeren Mengen auch Campher, Thymol, Carvacrol, Citronellal, Nerol, Humulen, Caryophyllen, Farnesen, Myrcen, Piperiton und Pulegon besteht.
Das Öl von Nepeta faassenii besteht bis zu 40 % aus Menthol und bis zu 10 % aus Menthon, Epinepetalacton (= trans-cis-Nepetalacton, Hauptbestandteil) und freier Ursolsäure.
- Iridoide und Derivate wie α- und β-Nepetalacton, Epinepetalacton, Dihydronepetalacton, Isodihydronepetalacton, Nepetalsäure, 7-Deoxylogansäure und Epideoxylogansäure
- Flavonoidglycoside und lipophile Flavonoide
- Fettsäuren wie Linolensäure (57 %), Linolsäure (18 %), Ölsäure (12 %), gesättigte Säuren (6 %)
- Phenolcarbonsäuren wie Rosmarinsäure
- Alkaloide wie (−)-Actinidin
- Etwas Tannin und Melanin

### Nepetalacton

Strukturformel von Nepetalacton

Am eingehendsten erforscht von den Inhaltsstoffen der Katzenminze ist das Nepetalacton. Es ist chemisch gesehen ein Iridoid-Monoterpen und wurde erstmals 1941 aus Nepeta cataria isoliert und 1954 identifiziert. Die definierte Strukturermittlung erfolgte 1941 bis 1954.
Nepetalacton wirkt antiviral und antimikrobiell, außerdem ist es ein Kontaktinsektizid gegen Pflanzenschädlinge und wirkt stark abstoßend auf Flöhe, (Stech-)Mücken und Kakerlaken (deshalb kann Nepetalacton bzw. Katzenminze-Öl als effektives Repellent verwendet werden). In Katzenminze kommt Nepetalacton als Konfigurationsisomerengemisch (Cis-trans-Isomerie) vor; das eine Stereoisomer riecht zitronenartig, das andere nach Pfefferminze.
Aus der erwachsenen Platterbsen-Blattlaus (bzw. Wickenlaus, Ackerbohnenlaus) Megoura viciae (Aphididae) wurden Nepetalacton (cis-trans) und Nepetalactol als die aktiven Pheromonkomponenten identifiziert.
Interessant ist, dass auf Megoura viciae (Röhrenblattläuse) nur (+)-Nepetalacton attraktiv wirkt, während auf Katzen (+)- und (−)-Nepetalacton wirkt. Für Menschen ist Nepetalacton relativ ungiftig. Es beeinflusst außerdem das Verhalten männlicher Chrysopiden (Florfliegen).
Die Iridoid-Monoterpene entstehen in Pflanzen aus Geranylpyrophosphat (GPP).
Um aus GPP Iridoide herzustellen, gibt es im Pflanzenreich mehrere Möglichkeiten. In Katzenminze wird der Weg über S-(−)-10-Hydroxycitronellol gegangen, die aus S-(−)-Citronellol durch eine Cytochrom P450-abhängige Oxigenase entsteht.
Nepetalacton lockt potentielle Bestäuber an und wehrt parasitische Insekten, Schadpilze und Bakterien ab. Die anziehende Wirkung auf Katzen nutzt der Pflanze ebenfalls, denn wenn sich die Katzen über die Pflanze wälzen, bleiben oft Klausenfrüchte im Fell haften und fallen nach einigen Metern, aber spätestens nach der nächsten Fellpflege, wieder zu Boden (Epizoochorie).

## Verwendung
Im 15. Jahrhundert verwendete man die frischen Blätter der Katzenminze (lateinisch Nepita) zum Würzen von Fleisch.
Einen frühen Beleg für die Verwendung der Katzenminze und deren Heilwirkungen findet man im Jahre 827 im Lehrgedicht Liber de cultura hortorum des Abts Walahfrid Strabo. Weiterhin berichtet John Gerald 1597 in einem Pflanzenbuch über die Katzenminze. Im 16. Jahrhundert wurde die auch „Steinminze“ genannte Echte Katzenminze auch als Calamintha (domestica) bezeichnet.

### Heilkunde
Die alte Heilkunde schrieb der (Echten) Katzenminze Linderung bei Erkältung, Grippe und Magenverstimmung zu, sie gilt in der Volksheilkunde als fiebersenkend und schweißtreibend, krampflösend, entgiftend, harntreibend und leicht euphorisierend. Ebenso wurde der Tee noch in der Neuzeit als Beruhigungsmittel („Nerventee“) genutzt. Katzenminze soll auch bei chronischer Bronchitis helfen und aufgrund ihrer antibakteriellen Eigenschaften Infektionen vorbeugen.
Studien in den 1970er-Jahren zeigten, dass Tee von Katzenminze eine beruhigende Wirkung besitzt. Vor dem Essen wirkt er appetitanregend, nach dem Essen verdauungsfördernd. Diese Wirkung wird vom psychoaktiven Alkaloid Actinidin und den verschiedenen ätherischen Ölen verursacht.
Der Tee kann aus den frischen Blättern (genauer ein Heißwasserextrakt) zubereitet werden. Für einen lagerfähigen Tee werden Blätter und Blüten in der Zeit zwischen Juli und August geerntet und an der Luft bei Raumtemperatur getrocknet. Der Tee soll bei der Zubereitung nicht bis zum Kochen erhitzt werden, da sich sonst die ätherischen Öle mit dem Wasserdampf verflüchtigen. Früher wurden die Blätter auch gegen Zahnschmerzen gekaut.

### Wirkung auf Katzen

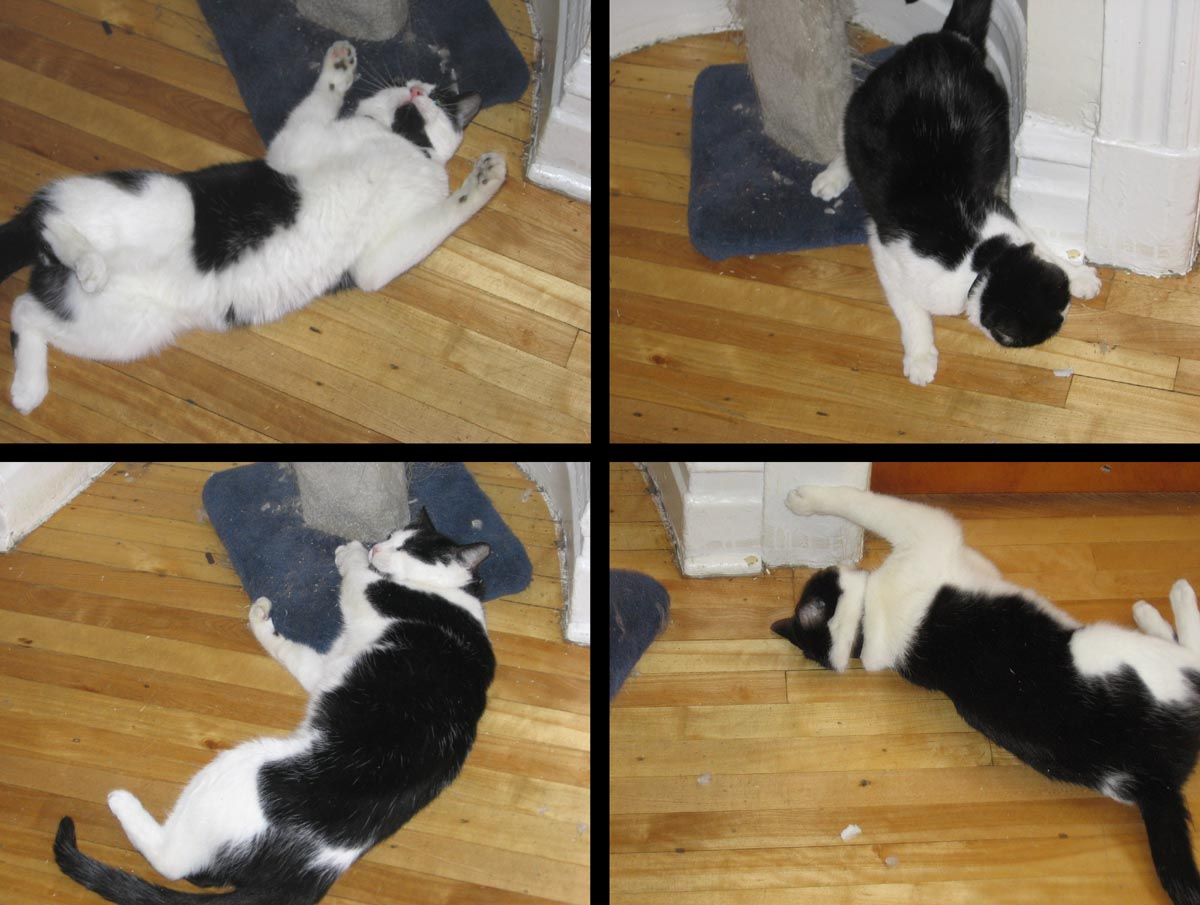
Eine Katze im Rausch durch Catnip; rollen, scharren, herumtollen.

Der Name „Katzenminze“ oder „Katzenkraut“ rührt daher, dass geschlechtsreife Katzen vom Hauptgeruchsstoff der Katzenminze (Nepetalacton) angezogen werden. Aufgrund der anregenden Wirkung wird getrocknete Katzenminze (englisch catnip) manchem Katzenspielzeug beigegeben. Eine Wirkung als Aphrodisiakum wird von einigen Wissenschaftlern ausgeschlossen, da auch kastrierte Katzen auf Nepeta ansprechen.
Zur Frage, warum Katzen so auf den Geruch der Echten Katzenminze reagieren, gibt es verschiedene Vermutungen und in den letzten Jahrzehnten auch etliche wissenschaftliche Untersuchungen. Möglicherweise ist die Reaktion der Katzen genetisch bedingt und bei etwa 70 % der Katzen ausgeprägt; Jungtiere und sehr alte Katzen zeigen nur geringe Anziehung. Früher ging man davon aus, dass die Wirkung der Katzenminze mit der Entwicklung des opioidergischen Systems bei Katzen in Zusammenhang steht.
Gut belegt ist, dass die Anziehungskraft von Katzenminze auf Katzen auf dem Terpenoid Nepetalacton beruht, mit dessen Duft die Pflanze Insekten abwehrt. Wie Katzenminze genau auf Katzen wirkt, hat eine Arbeitsgruppe um die Biochemikerin Sarah E. O’Connor vom John Innes Centre in Norwich an der eng mit Nepeta cataria verwandten Nepeta mussinii untersucht. Dabei stießen die Wissenschaftler auf ein Enzym, das zuvor nicht bekannt war und bei der Katzenminze in zwei unabhängigen Schritten das für die Wirkung auf die Katzen entscheidende cis-trans-Nepetalacton erzeugt. Wenn dieses Molekül an den Geruchsrezeptor in der Nase der Katze gelangt, stimuliert das die Katzen; sie reiben Kopf und Kinn daran und rollen sich um die Pflanze. Warum sie das tun und auf welchem Weg die erforschten Moleküle des Nepetalacton ihre spezifische Wirkung erzeugen, ist nach wie vor unklar.
Nicht nur die Hauskatze, auch Großkatzen (Löwe, Jaguar, Leopard) reagieren berauscht; Ratten soll der Geruch hingegen vertreiben. Tiger reagieren nur gering auf Gerüche und so auch auf Nepeta.
Japanische Forschung ergab, dass Nepetalactol, ein chemisch sehr ähnliches Derivat von Nepetalacton und in der Wirkungsweise bei Katzen vergleichbarer Stoff, den Opioid-Rezeptor der Katzen triggert. Außerdem wirkt die Substanz abstoßend auf Mücken, was den sich damit „parfümierenden“ Katzen einen evolutionären Vorteil gewähren könnte.